# John Randolph de Roanoke
Pour les articles homonymes, voir John Randolph.
John Randolph (né le 2 juin 1773 et mort le 24 mai 1833) est un planteur et homme politique américain connu sous le nom de John Randolph de Roanoke (en anglais : John Randolph of Roanoke). De 1799 à 1833, il représentante à plusieurs reprises l'État de Virginie au Congrès des États-Unis, à la Chambre des représentants et au Sénat, et est brièvement ambassadeur en Russie en 1830.

## Biographie
Après avoir été le porte-parole de Thomas Jefferson à la Chambre des représentants, il rompt avec le président en 1805 à la suite de ce qu’il considérait comme l'abandon des principes traditionnels de Jefferson et des brimades qu'il estime avoir subi en tant de procureur dans l'impeachement de Samuel Chase. Il se proclame alors le chef des Tertium quids ou « anciens républicains », l'aile conservatrice du Parti républicain-démocrate, qui souhaite limiter le rôle du gouvernement fédéral. À ce titre, il défend les « principes de 1798 », selon lesquels les États peuvent juger de la constitutionnalité des lois et décret du gouvernement fédéral et refuser d'appliquer ceux qu'ils jugent inconstitutionnels.
Orateur vif, il s'engage dans le républicanisme et défend le commerce agricole durant ses trois décennies au Congrès. Lui-même propriétaire d'une plantation de tabac faisant travailler plusieurs centaines d'esclaves, Randolph a une position ambiguë sur l'esclavagisme. Il participe à la création de l'American Colonization Society, qui promeut le retour des afro-américaines libres en Afrique et estime que l'esclave est une nécessité pour la Virginie. Dans son testament, il affranchit cependant ses esclaves et s'arrange pour leur permettre de fonder Rossville dans l'État anti-esclavagiste de l'Ohio.